# Autoportrait (Giorgione, Budapest)
Pour les articles homonymes, voir Autoportrait (homonymie).
Autoportrait est un tableau du peintre italien Giorgione. Daté de 1510, cet autoportrait  est conservé au Musée des Beaux-Arts de Budapest, d'où il a été volé le 5 novembre 1983. Il a été récupéré quelques mois plus tard (avec d'autres toiles) dans l'opération Budapest. 

## Œuvres semblables
L’œuvre est très similaire à un autre autoportrait de Giorgione, peint la même année et conservé au Herzog Anton Ulrich Museum de Brunswick en Allemagne. 

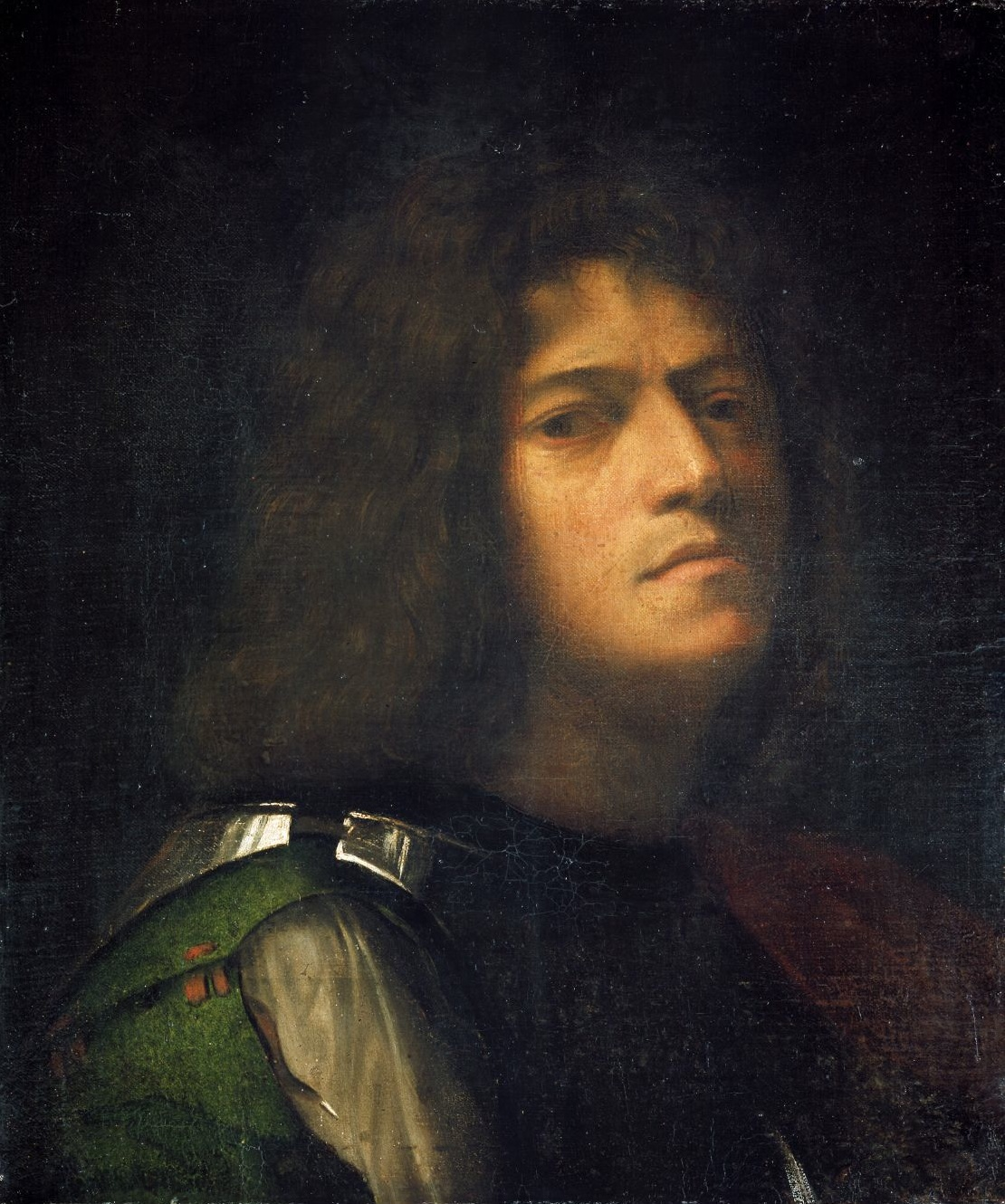
L'autoportrait de Brunswick